# Пэллотт, Уилфред
Уилфред Джеймс Пэллотт (англ. Wilfred James Pallot; 5 ноября 1884, Кардифф — 7 ноября 1957, Сент-Брайдс-супер-Или, Вейл-оф-Гламорган) —  валлийский хоккеист на траве, нападающий. Бронзовый призёр летних Олимпийских игр 1908 года.

## Биография
Уилфред Пэллотт родился 5 ноября 1884 года в британском городе Кардифф.
Играл в хоккей на траве за «Уитчёрч» из Кардиффа и «Пенарт».
В 1908 году вошёл в состав сборной Уэльса по хоккею на траве на летних Олимпийских играх в Лондоне и завоевал бронзовую медаль, которая пошла в зачёт Великобритании. Выступал на позиции нападающего, провёл 1 матч, мячей не забивал.
Умер 7 ноября 1957 года в британской деревне Сент-Брайдс-супер-Или.